# Darois
Darois est une commune française située dans le département de la Côte-d'Or en région Bourgogne-Franche-Comté, où se trouvent l'aérodrome de Dijon-Darois et la société Robin Aircraft.

## Géographie
Dans l'aire urbaine de Dijon, la commune de Darois est située à 10 km au nord-ouest de Dijon et se trouve sur les plateaux calcaires de la montagne nord dijonnaise.

### Climat
Pour des articles plus généraux, voir Climat de la Bourgogne-Franche-Comté et Climat de la Côte-d'Or.
En 2010, le climat de la commune est de type climat des marges montargnardes, selon une étude du Centre national de la recherche scientifique s'appuyant sur une série de données couvrant la période 1971-2000. En 2020, Météo-France publie une typologie des climats de la France métropolitaine dans laquelle la commune est exposée à un climat océanique altéré et est dans la région climatique  Bourgogne, vallée de la Saône, caractérisée par un bon ensoleillement (1 900 h/an), un été chaud (18,5 °C), un air sec au printemps et en été et des vents faibles. 
Pour la période 1971-2000, la température annuelle moyenne est de 9,6 °C, avec une amplitude thermique annuelle de 16,8 °C. Le cumul annuel moyen de précipitations est de 874 mm, avec 12,4 jours de précipitations en janvier et 8 jours en juillet. Pour la période 1991-2020, la température moyenne annuelle observée sur la station météorologique de Météo-France la plus proche, « Dijon Toison », sur la commune de Dijon à 11 km à vol d'oiseau, est de 11,5 °C et le cumul annuel moyen de précipitations est de 771,8 mm,. Pour l'avenir, les paramètres climatiques de la commune estimés pour 2050 selon différents scénarios d'émission de gaz à effet de serre sont consultables sur un site dédié publié par Météo-France en novembre 2022.

## Urbanisme

### Typologie
Au 1er janvier 2024, Darois est catégorisée commune rurale à habitat dispersé, selon la nouvelle grille communale de densité à 7 niveaux définie par l'Insee en 2022.
Elle est située hors unité urbaine. Par ailleurs la commune fait partie de l'aire d'attraction de Dijon, dont elle est une commune de la couronne,. Cette aire, qui regroupe 333 communes, est catégorisée dans les aires de 200 000 à moins de 700 000 habitants,.

### Occupation des sols
L'occupation des sols de la commune, telle qu'elle ressort de la base de données européenne d’occupation biophysique des sols Corine Land Cover (CLC), est marquée par l'importance des territoires agricoles (55,4 % en 2018), une proportion sensiblement équivalente à celle de 1990 (56 %). La répartition détaillée en 2018 est la suivante : 
terres arables (46,3 %), forêts (35,5 %), prairies (7,8 %), zones urbanisées (5,1 %), zones industrielles ou commerciales et réseaux de communication (4,1 %), zones agricoles hétérogènes (1,3 %). L'évolution de l’occupation des sols de la commune et de ses infrastructures peut être observée sur les différentes représentations cartographiques du territoire : la carte de Cassini (XVIIIe siècle), la carte d'état-major (1820-1866) et les cartes ou photos aériennes de l'IGN pour la période actuelle (1950 à aujourd'hui).

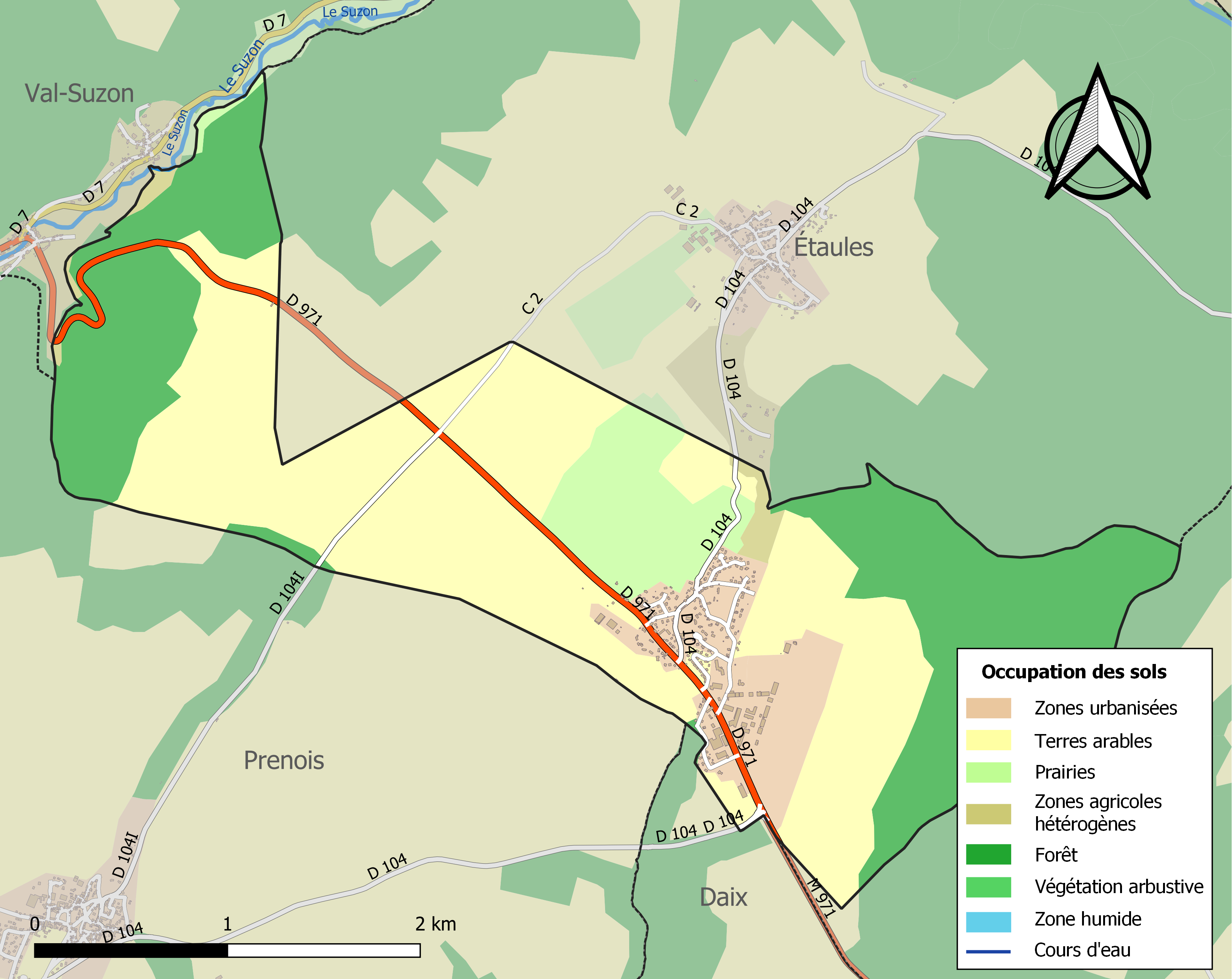
Carte des infrastructures et de l'occupation des sols de la commune en 2018 (CLC).

## Politique et administration
| Période                                  | Période  | Identité       | Étiquette | Qualité |
| ---------------------------------------- | -------- | -------------- | --------- | ------- |
| avant 1988                               | ?        | Hubert Mornand |           |         |
| mars 2001                                | en cours | Pascal Minard  | -         | -       |
| Les données manquantes sont à compléter. |          |                |           |         |

## Démographie

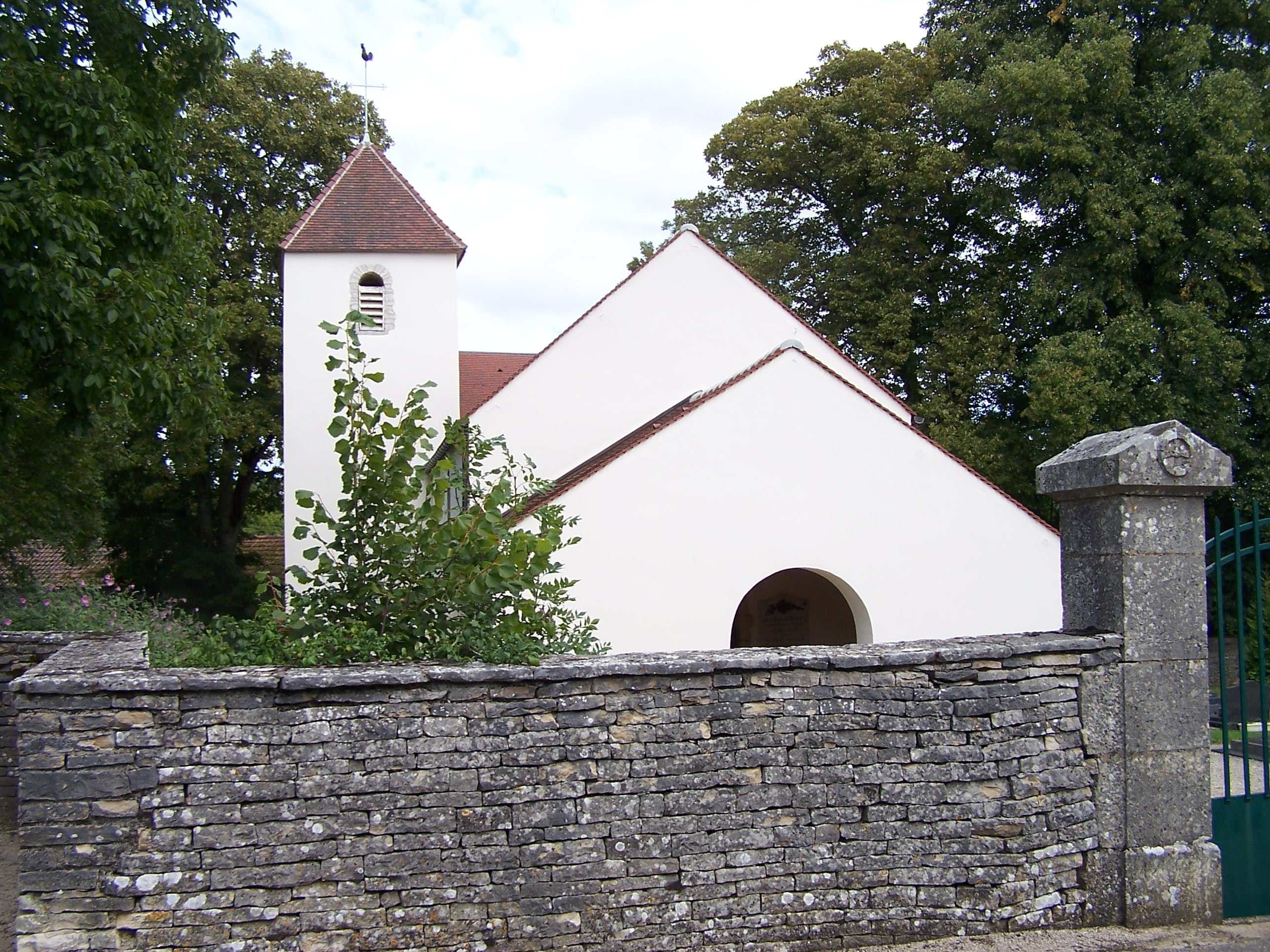
Église.

L'évolution du nombre d'habitants est connue à travers les recensements de la population effectués dans la commune depuis 1793. Pour les communes de moins de 10 000 habitants, une enquête de recensement portant sur toute la population est réalisée tous les cinq ans, les populations de référence des années intermédiaires étant quant à elles estimées par interpolation ou extrapolation. Pour la commune, le premier recensement exhaustif entrant dans le cadre du nouveau dispositif a été réalisé en 2006.

En 2022, la commune comptait 490 habitants, en évolution de +1,87 % par rapport à 2016 (Côte-d'Or : +0,82 %, France hors Mayotte : +2,11 %).
| 1793 | 1800 | 1806 | 1821 | 1831 | 1836 | 1841 | 1846 | 1851 |
| ---- | ---- | ---- | ---- | ---- | ---- | ---- | ---- | ---- |
| 122  | 99   | 93   | 99   | 120  | 126  | 115  | 97   | 104  |

| 1856 | 1861 | 1866 | 1872 | 1876 | 1881 | 1886 | 1891 | 1896 |
| ---- | ---- | ---- | ---- | ---- | ---- | ---- | ---- | ---- |
| 116  | 100  | 85   | 72   | 69   | 66   | 60   | 59   | 56   |

| 1901 | 1906 | 1911 | 1921 | 1926 | 1931 | 1936 | 1946 | 1954 |
| ---- | ---- | ---- | ---- | ---- | ---- | ---- | ---- | ---- |
| 43   | 55   | 46   | 36   | 35   | 51   | 42   | 36   | 58   |

| 1962 | 1968 | 1975 | 1982 | 1990 | 1999 | 2006 | 2011 | 2016 |
| ---- | ---- | ---- | ---- | ---- | ---- | ---- | ---- | ---- |
| 58   | 94   | 163  | 272  | 313  | 352  | 368  | 439  | 481  |

| 2021 | 2022 | - | - | - | - | - | - | - |
| ---- | ---- | - | - | - | - | - | - | - |
| 495  | 490  | - | - | - | - | - | - | - |

## Économie
La commune est connue depuis 1957 pour son usine de fabrication d'avions de tourisme, devenue Robin Aircraft. La présence de l'aérodrome est nécessaire et complémentaire à cette activité.

## Lieux et monuments
Église de Darois, rebâtie en 1677

### Espaces naturels protégés
- Les milieux forestiers, prairies et pelouses de la Haute vallée du Suzon sont classés Site d'importance communautaire Natura 2000.
- Une partie de la Réserve naturelle régionale du Val-Suzon est sur le territoire de la commune.

## Héraldique
| Blason | Blasonnement : D’argent à deux pals d’azur accompagnés de trois molettes de sable rangées en fasce, au chef d’or au lion issant de sable. |